# Boxe aux Jeux du Commonwealth de 2010
Navigation
Édition précédente Édition suivante
Les compétitions de boxe anglaise des Jeux du Commonwealth 2010 se sont déroulées du 5 au 13 octobre 2010 à New Delhi, Inde.

## Résultats

### Podiums
| Catégories                  | Or                 | Argent           | Bronze                          |
| Poids mi-mouches (-49 kg)   | Paddy Barnes       | Jafet Uutoni     | Muhammad Waseem Amandeep Singh  |
| Poids mouches (-52 kg)      | Suranjoy Mayengbam | Benson Njangiru  | Oteng Oteng Haroon Iqbal        |
| Poids coqs (-56 kg)         | Sean McGoldrick    | Tirafalo Seoko   | Nicholas Okoth Louis Julie      |
| Poids légers (-60 kg)       | Thomas Stalker     | Josh Taylor      | Jai Bhagwan · Lomalito Moala    |
| Poids super-légers (-64 kg) | Bradley Saunders   | Manoj Kumar      | Valentino Knowles Louis Colin   |
| Poids welters (-69 kg)      | Patrick Gallagher  | Callum Smith     | Carl Hield Jargalyn Otgonjargal |
| Poids moyens (-75 kg)       | Eamonn O'Kane      | Anthony Ogogo    | Vijender Singh Keiran Harding   |
| Poids mi-lourds (-81 kg)    | Callum Johnson     | Thomas McCarthy  | Joshua Makonjio Jermaine Asare  |
| Poids lourds (-91 kg)       | Simon Vallily      | Steven Ward      | Awusone Yekeni Stevie Simmons   |
| Poids super-lourds (+91 kg) | Paramjeet Samota   | Tariq Abdul Haqq | Blaise Yepmou · Junior Fa       |

### Tableau des médailles
| Place | Pays              | Médaille d'or | Médaille d'argent | Médaille de bronze | Total |
| ----- | ----------------- | ------------- | ----------------- | ------------------ | ----- |
| 1     | Irlande du Nord   | 3             | 2                 | 0                  | 5     |
| 1     | Angleterre        | 3             | 2                 | 0                  | 5     |
| 3     | Inde              | 2             | 1                 | 4                  | 6     |
| 4     | Écosse            | 1             | 1                 | 1                  | 3     |
| 5     | Pays de Galles    | 1             | 0                 | 2                  | 3     |
| 6     | Kenya             | 0             | 1                 | 2                  | 3     |
| 7     | Botswana          | 0             | 1                 | 1                  | 2     |
| 8     | Namibie           | 0             | 1                 | 0                  | 1     |
| 8     | Trinité-et-Tobago | 0             | 1                 | 0                  | 1     |
| 10    | Pakistan          | 0             | 0                 | 2                  | 2     |
| 10    | Maurice           | 0             | 0                 | 2                  | 2     |
| 10    | Bahamas           | 0             | 0                 | 2                  | 2     |
| 10    | Tonga             | 0             | 0                 | 2                  | 2     |
| 14    | Ghana             | 0             | 0                 | 1                  | 1     |
| 14    | Cameroun          | 0             | 0                 | 1                  | 1     |
| Total | 15 pays médaillés | 10            | 10                | 20                 | 40    |